# Romuald Marczyński
Romuald W. Marczyński (Skarżysko-Kamienna, 1921 – Washington, D.C., 2000) foi um pioneiro da computação polonês.

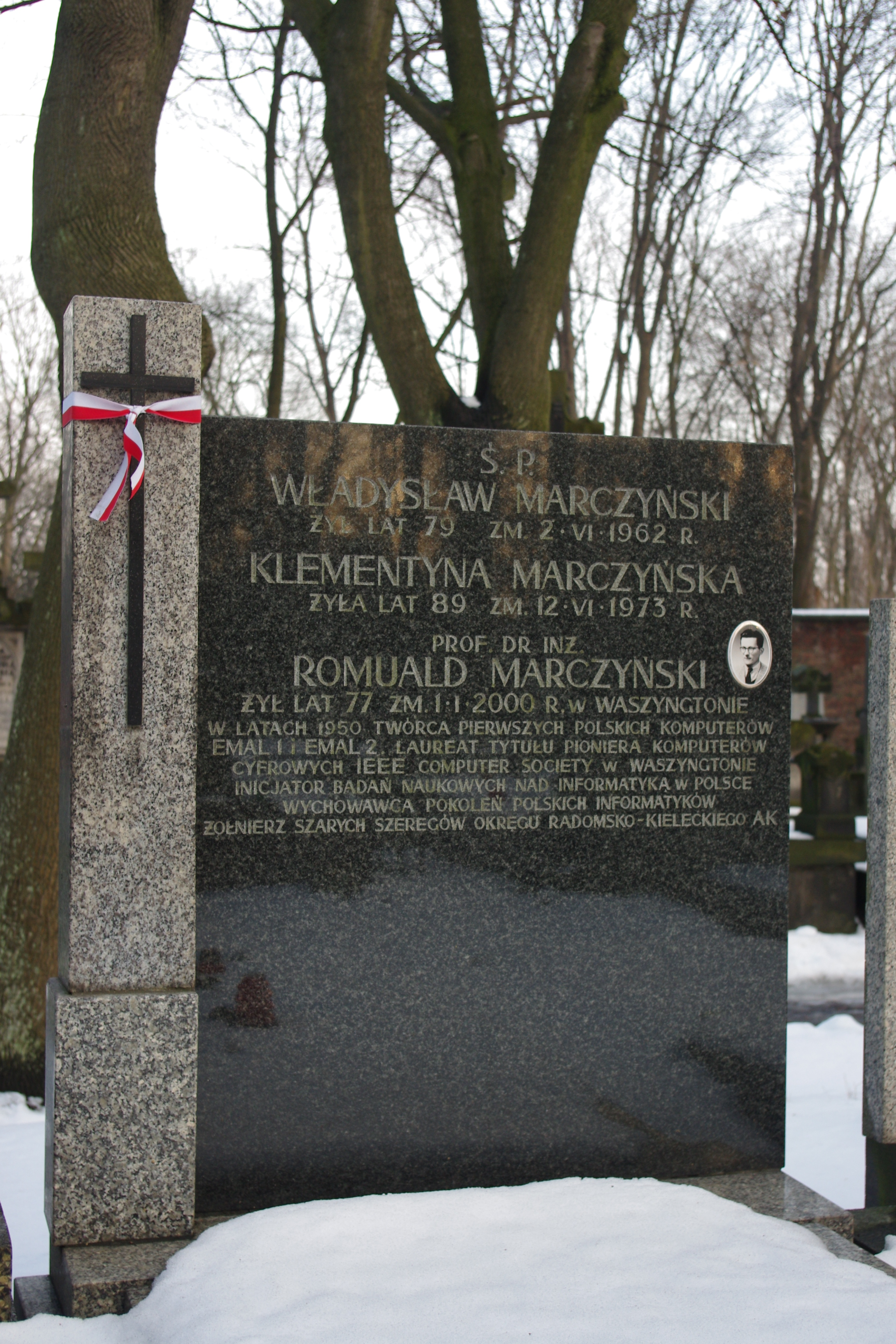
Sepultura de Marczyński no Cemitério de Powązki em Varsóvia

Recebeu o Prêmio Pioneiro da Computação de 1996. Recebeu a Ordem da Polônia Restituta.